# 方額蝙蝠魚
方額蝙蝠魚，為輻鰭魚綱鮟鱇目棘茄魚亞目棘茄魚科的其中一種，分布於中西大西洋區，從美國北卡羅萊那州至猶加敦半島西北部海域，屬底棲性魚類，棲息深度0-70公尺，體長可達38分，棲息在沙泥底質水域，生活習性不明。

## 扩展阅读
維基物種上的相關：方額蝙蝠魚